# Insidious - La porta rossa
Insidious - La porta rossa (Insidious: The Red Door) è un film del 2023 diretto da Patrick Wilson, al suo esordio da regista, e rappresenta il quinto capitolo della serie cinematografica iniziata nel 2010 con Insidious.
Il film è un sequel diretto del film Oltre i confini del male - Insidious 2 in quanto continua da dove si era fermato questo film.

## Trama
Nove anni dopo il loro ultimo viaggio nell'Altrove, e dopo che la loro memoria dell’accaduto era stata cancellata, Josh Lambert accompagna il figlio ormai diciottenne Dalton nell'università in cui è una matricola. Il giovane però comincia ad essere perseguitato da incubi e visioni. Josh si rende conto del pericolo e decide di intraprendere con il figlio un ultimo viaggio nell'Altrove per salvare la famiglia.

## Promozione
Il primo trailer del film è stato pubblicato il 19 aprile 2023.

## Distribuzione
Il film è stato distribuito nelle sale statunitensi il 7 luglio 2023, mentre in Italia il 5 luglio.